# Joan Lligé i Pagès
Joan Lligé i Pagès fou un empresari i fabricant català del sector del vidre, en el qual tenia algunes patents. Vinculat a la Lliga Regionalista, fou elegit diputat pel districte de Granollers a les eleccions generals espanyoles de 1918 i 1919, substituint al també regionalista Bonaventura Maria Plaja i Tapis.
El 1920 era vocal del consell d'administració del Banc de Catalunya.